# Campeonato Mundial de Atletismo em Pista Coberta de 2012 - Arremesso de peso masculino

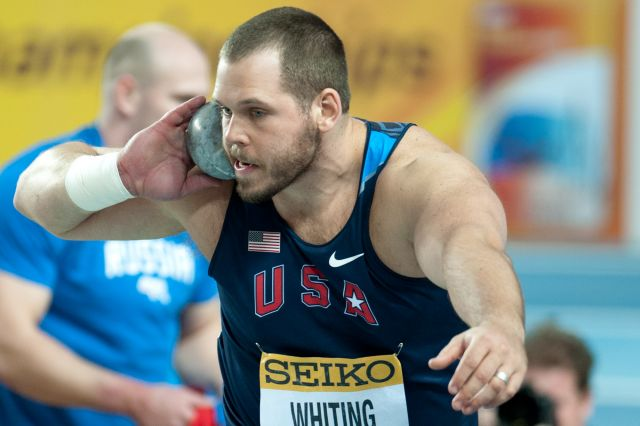

A prova do arremesso de peso masculino do Campeonato Mundial de Atletismo em Pista Coberta de 2012 foi disputada no dia 9 de março na Ataköy Athletics Arena em Istambul, Turquia.

## Recordes
Antes desta competição, os recordes mundiais e do campeonato nesta prova eram os seguintes:
|    | Nome           | Nacionalidade     | Distância | Local        | Data                  |
| -- | -------------- | ----------------- | --------- | ------------ | --------------------- |
| WR | Randy Barnes   | Estados Unidos    | 22m 66cm  | Los Angeles  | 20 de janeiro de 1989 |
| CR | Ulf Timmermann | Alemanha Oriental | 22m 24cm  | Indianápolis | 7 de março de 1987    |

## Medalhistas
| Ouro               | Prata             | Bronze                |
| Ryan Whiting (USA) | David Storl (GER) | Tomasz Majewski (POL) |

## Cronograma
| Data       | Hora  | Evento  |
| ---------- | ----- | ------- |
| 9 de março | 9:55  | Bateria |
| 9 de março | 19:15 | Final   |

## Resultados

### Bateria
Qualificação: 20,70 m (Q) ou os 8  melhores qualificados (q).
| Colocação | Atleta            | Nacionalidade        | #1    | #2    | #3    | Resultado | Notas |
| --------- | ----------------- | -------------------- | ----- | ----- | ----- | --------- | ----- |
| 1.        | David Storl       | Alemanha             | 21,43 |       |       | 21,43     | PB    |
| 2.        | Reese Hoffa       | Estados Unidos       | 21,23 |       |       | 21,23     |       |
| 3.        | Tomasz Majewski   | Polónia              | 20,33 | 21,17 |       | 21,17     |       |
| 4.        | Germán Lauro      | Argentina            | 20,35 | 20,08 | 20,40 | 20,40     | SA    |
| 5.        | Ryan Whiting      | Estados Unidos       | X     | 20,37 | 20,27 | 20,37     |       |
| 6.        | Rutger Smith      | Países Baixos        | 19,36 | 20,19 | 20,21 | 20,21     |       |
| 7.        | Iwan Juszkow      | Rússia               | 20,14 | 19,49 | 19,99 | 20,14     |       |
| 8.        | Maksim Sidorow    | Rússia               | 19,45 | 19,24 | 20,04 | 20,04     |       |
| 9.        | Dylan Armstrong   | Canadá               | 19,84 | X     | X     | 19,94     |       |
| 10.       | Marco Fortes      | Portugal             | 19,83 | 19,21 | 19,20 | 19,83     |       |
| 11.       | Dale Stevenson    | Austrália            | 19,72 | X     | 19,80 | 19,80     |       |
| 12.       | Asmir Kolašinac   | Sérvia               | X     | X     | 19,70 | 19,70     |       |
| 13.       | Carlos Véliz      | Cuba                 | 19,60 | 19,64 | X     | 19,64     |       |
| 14.       | Lajos Kürthy      | Hungria              | X     | X     | 19,62 | 19,62     |       |
| 15.       | Candy Bauer       | Alemanha             | X     | X     | 19,60 | 19,60     |       |
| 16.       | Amin Nikfar       | Irão                 | 18,69 | 18,82 | 18,97 | 18,97     |       |
| 17.       | Burger Lambrechts | África do Sul        | 18,96 | X     | X     | 18,96     |       |
| 18.       | Borja Vivas       | Espanha              | 18,94 | X     | 18,52 | 18,94     |       |
| 19.       | Kim Christensen   | Dinamarca            | X     | X     | 18,87 | 18,87     |       |
| 20.       | Hamza Alić        | Bósnia e Herzegovina | 18,49 | 18,80 | X     | 18,80     |       |
| 21.       | Chang Ming Huang  | Taiwan               | X     | 18,75 | X     | 18,75     |       |
| 22.       | Emanuele Fuamatu  | Samoa                | 18,60 | X     | X     | 18,60     |       |
| 23.       | Hüseyin Atici     | Turquia              | 18,42 | 18,34 | 18,38 | 18,42     |       |

### Final
A final ocorreu dia 9 de março.
| Colocação         | Atleta          | Nacionalidade  | #1    | #2    | #3    | #4    | #5    | #6    | Resultado | Notas |
| ----------------- | --------------- | -------------- | ----- | ----- | ----- | ----- | ----- | ----- | --------- | ----- |
| Medalha de ouro   | Ryan Whiting    | Estados Unidos | 21,59 | X     | 21,06 | 22,00 | 21,16 | 21,98 | 22,00     | WL PB |
| Medalha de prata  | David Storl     | Alemanha       | 21,88 | X     | 21,86 | X     | X     | X     | 21,88     | PB    |
| Medalha de bronze | Tomasz Majewski | Polónia        | 21,28 | 21,65 | X     | 20,94 | 21,72 | X     | 21,72     | NR    |
| 4.                | Reese Hoffa     | Estados Unidos | 20,41 | 21,55 | 20,86 | X     | X     | X     | 21,55     |       |
| 5.                | Maksim Sidorow  | Rússia         | 20,22 | 20,21 | 20,78 | X     | 20,50 | X     | 20,78     |       |
| 6.                | Germán Lauro    | Argentina      | 20,13 | 20,22 | 19,82 | 19,93 | 20,19 | 20,38 | 20,38     |       |
| 7.                | Rutger Smith    | Países Baixos  | X     | X     | 20,30 | X     | X     | X     | 20,30     |       |
| 8.                | Iwan Juszkow    | Rússia         | 19,65 | 20,10 | 19,84 | 19,84 | 19,99 | 19,78 | 20,10     |       |

Legenda
| Recorde mundial       | Recorde mundial (World record)               |                       | Recorde africano                      | Recorde africano (African) |                                           | Q | Classificado por posição (Qualified) |
| Recorde do campeonato | Recorde do campeonato (Championship record)  | Recorde da América    | Recorde da América (Americas)         | q                          | Classificado por melhor tempo (Qualified) |   |                                      |
| Melhor marca do ano   | Melhor marca do ano (World leading)          | Recorde asiático      | Recorde asiático (Asian)              | DNS                        | Não largou (Did not start)                |   |                                      |
| Recorde nacional      | Recorde nacional (National record)           | Recorde europeu       | Recorde europeu (European)            | DNF                        | Não terminou (Did not finish)             |   |                                      |
| Recorde pessoal       | Recorde pessoal do atleta (Personal best)    | Recorde da Oceania    | Recorde da Oceania (Oceania)          | DSQ / DQ                   | Desclassificado (Disqualified)            |   |                                      |
| Recorde da temporada  | Recorde da temporada do atleta (Season best) | Recorde sul-americano | Recorde sul-americano (South America) | NM                         | Sem marca (No mark)                       |   |                                      |